# III (album de Gui Boratto)
Pour les articles homonymes, voir III.
Albums de Gui Boratto
Take My Breath Away
(2009)
III est le troisième album de Gui Boratto, sorti en septembre 2011 sur le label allemand Kompakt.

## Liste des morceaux
| 1.    | Galuchat                                          | 6:51 |
| 2.    | Stems from Hell                                   | 8:11 |
| 3.    | Striker                                           | 6:20 |
| 4.    | The Drill                                         | 5:08 |
| 5.    | Flying Practice                                   | 4:44 |
| 6.    | Trap                                              | 3:44 |
| 7.    | Soledad                                           | 5:05 |
| 8.    | Destination: Education                            | 4:37 |
| 9.    | Talking Truss                                     | 8:02 |
| 10.   | The Third                                         | 5:02 |
| 11.   | This Is Not the End (chant par Luciana Villanova) | 5:37 |
| 63:21 |                                                   |      |

Luciana Villanova, la femme de Gui Boratto, chante sur le morceau This Is Not the End. Elle avait déjà participé au morceau Beautiful Life de l'album Chromophobia.